# Бобрик (Руднє-Городищенська сільська рада)
Бобрик — колишнє село у Троянівській волості Житомирського повіту Волинської губернії та Гайській і Руднє-Городищенській сільських радах Троянівського й Житомирського районів Волинської (Житомирської) округи, Київської та Житомирської областей.

## Населення
В кінці 19 століття налічувалося 337 мешканців та 40 дворів, у 1906 році — 262 жителі та 37 дворів.
Станом на 1923 рік в селі налічувалося 94 двори та 325 мешканців.

## Історія
В кінці 19 століття — село Троянівської волості Житомирського повіту, за 27 верст від Житомира та 6 верст від Троянова. Належало до православної парафії в Троянові.
У 1906 році — сільце Троянівської волості (6-го стану) Житомирського повіту Волинської губернії. Відстань до повітового та губернського центру, м. Житомир, становила 27 верст, до волосного центру, містечка Троянів — 6 верст. Найближче поштово-телеграфне відділення розташовувалося в Житомирі.
У 1923 році увійшло до складу новоствореної Гайської сільської ради, котра, від 7 березня 1923 року, стала частиною новоутвореного Троянівського району Житомирської (згодом — Волинська) округи. Розміщувалося за 6 верст від районного центру, міст. Троянів, та 2 версти від центру сільської ради, хутора Гай.
28 листопада 1957 року, в складі сільської ради, через ліквідацію Троянівського району, включене до складу Житомирського району. 12 травня 1958 року, внаслідок об'єднання сільських рад, село підпорядковане Руднє-Городищенській сільській раді Житомирського району Житомирської області.
Зняте з обліку до 1 березня 1961 року.